# 格拉尼特鎮區 (明尼蘇達州莫里森縣)
格拉尼特鎮區（英語：Granite Township）是位於美國明尼蘇達州莫里森縣的一個行政鎮區，於1902年設立。

## 地方資料
格拉尼特鎮區的面積為93.70平方千米，當中陸地面積為93.66平方千米，而水域面積為0.03平方千米。根據2020年美國人口普查的數據，當地共有人口469人，而人口密度為每平方千米5.01人。